# Evangelische Pfarrkirche Betziesdorf

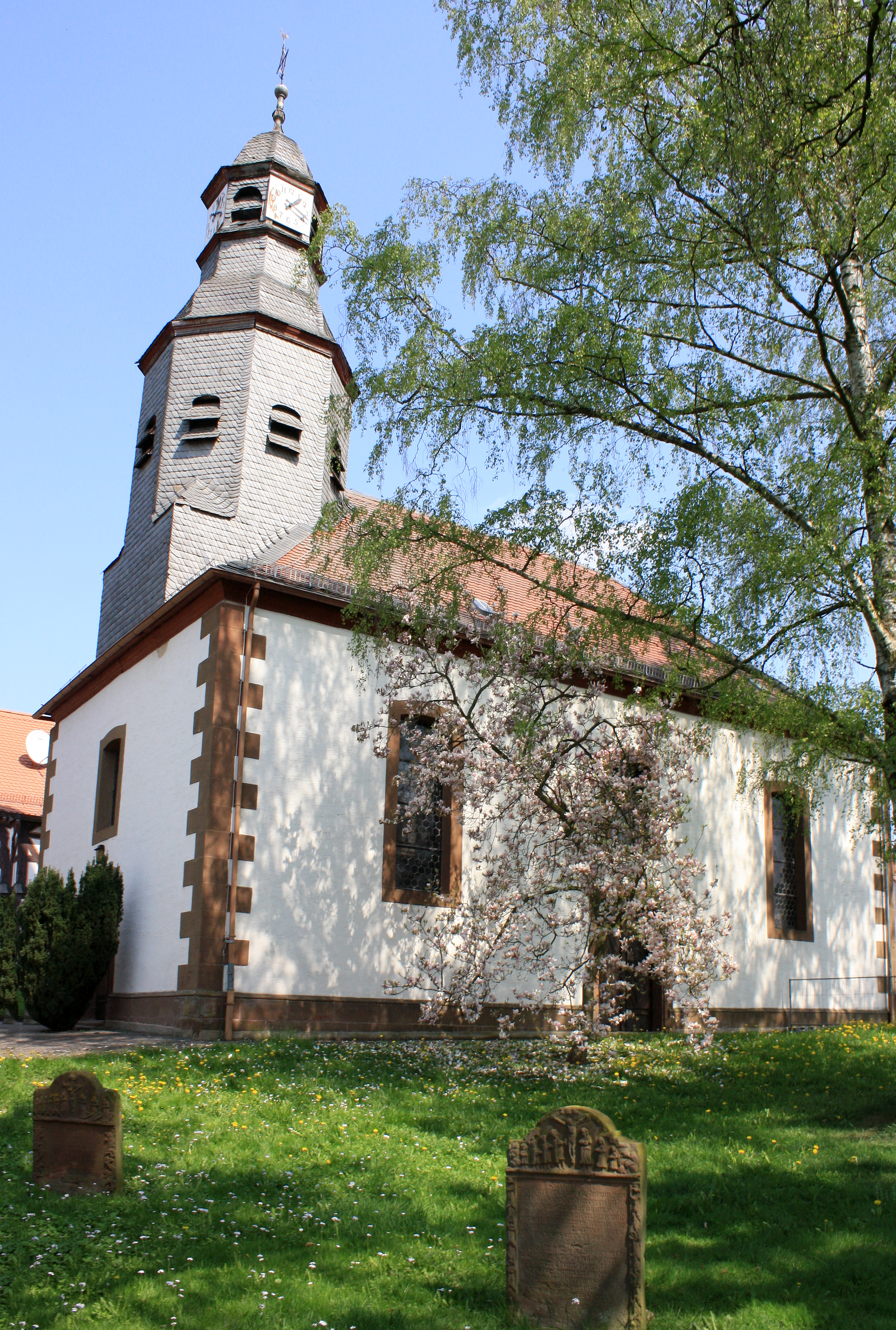
Kirche in Betziesdorf

Die Evangelische Pfarrkirche Betziesdorf ist ein Kirchengebäude in Betziesdorf, einem Ortsteil der Stadt Kirchhain im hessischen Landkreis Marburg-Biedenkopf.

## Geschichte
1216 wurde der erste Kirchenbau in Betziesdorf eingeweiht. 1516 wurde er zu einer Wallfahrtskirche umgebaut. Nach der Einführung der Reformation 1526 ist mit Herrmann Anders um 1550 der erste evangelische Pfarrer für Betziesdorf erwähnt. 1789 wurde die heutige Pfarrkirche im spätbarocken Stil erbaut. Sie ist von einer polygonalen Mauer aus dem 15./16. Jahrhundert umgeben. Im Inneren finden sich ein Taufbecken mit Rundbogenfries von 1489, ein Opferstock von 1523 sowie ein dörfliches Kruzifix aus dem 15. Jahrhundert.

## Gemeinde
Die Kirche gehört zu der Kirchengemeinde Ohmtal-Lahnberg im Kirchenkreis Kirchhain, der zum Sprengel Marburg innerhalb der Evangelischen Kirche von Kurhessen-Waldeck gehört.